# Мотив (изкуство)
Терминът може да означава и предметът на дадена живописна творба.
В литературата мотивът е повтарящ се тематичен елемент в художествено произведение, като например мотивът за пътуването, лудостта, невъзможната любов и други. Мотивът е дума, образ или израз, които отпращат към някакъв познат сюжет, носещ универсално послание. С мотива се посочват подтемите (тезите). Негови други значения са: подбуда, причина, подтик за някакво действие. Мотивът дава теми, за които човек да се замисли. Мотивът няма пряка връзка с мотивацията.